# 위구리스탄
위구리스탄(Uyghuristan) 또는 위구르스탄(Uyghurstan)은 위구르족의 땅이라는 말이다. 동튀르키스탄과 의미가 유사해 혼용되지만 신장 위구르 자치구보다 더 좁은 영역을 가리킬 때도 있는 등 정확한 영역은 불명확하다.

## 같이 보기
- 동튀르키스탄
- 동튀르키스탄 독립운동
- 위구르 국민주의